# Falbygdens museum

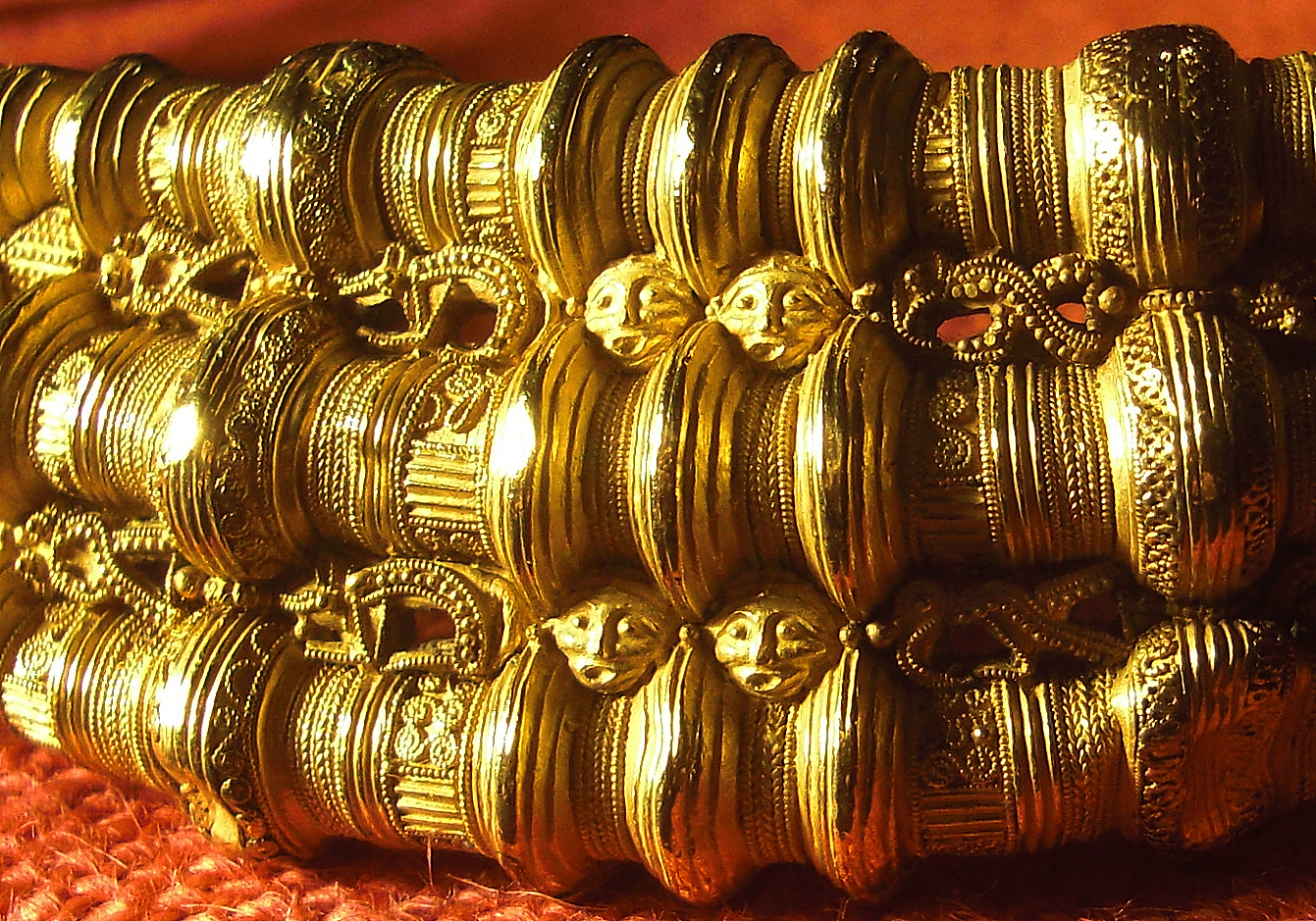
Kopia av Ållebergskragen.

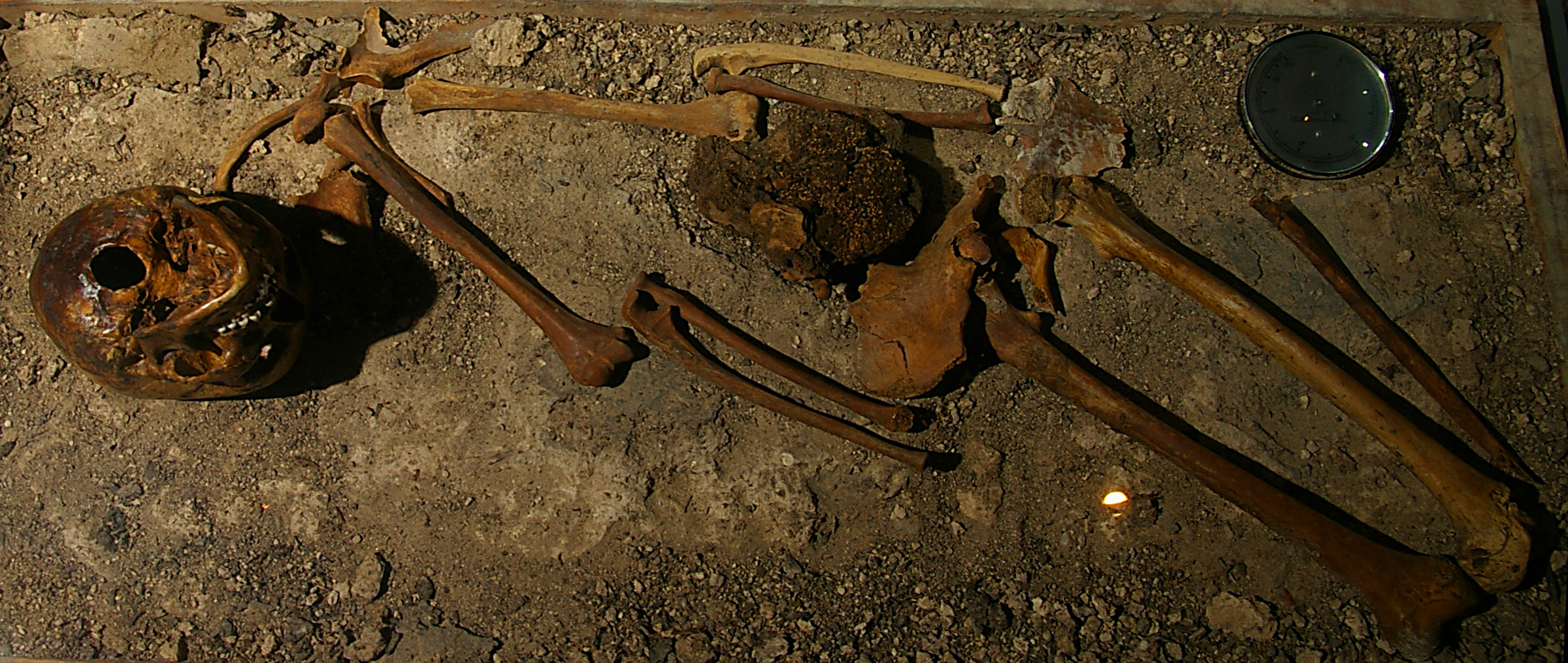
Hallonflickan.

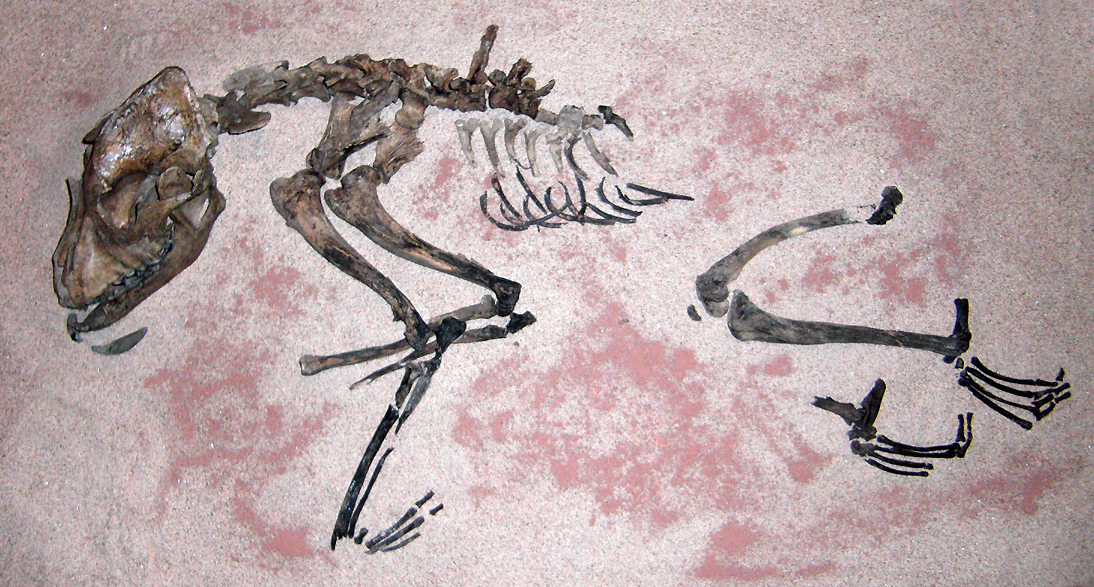
Almeöhunden.

Falbygdens museum är ett historiskt museum i Falköping på Falbygden i Västergötland.

## Museets historia
Falbygdens museum uppfördes enligt stadsarkitekten Folke Molins ritningar, i samverkan mellan Falköpings kommun och Falbygdens hembygds- och fornminnesförening och invigdes i november 1961. Museet fick preliminärt bygglov redan 1934, men på grund av byråkratiska turer i stadsbyggnadskontoret dröjde det 23 år innan museet fick bygglov år 1957 och då på en annan plats än det var tänkt från början.
Falbygdens hembygds- och fornminnesförening hade under flera årtionden kartlagt och samlat in föremål från Falbygden. Det var främst Einar Magnusson och John Liedholm som ledde insamlandet. Föremålen var utspridda på ett dussintal lokaler i staden, men fick en gemensam utställningslokal i och med färdigställandet av museet.

## Museets utställningar
År 1994 gjordes en ombyggnad av museet. Det skapades en forntidsutställning och flera fynd undersöktes på nytt.

### Permanenta utställningar
Falbygdens museum har två basutställningar:
- Forntid på Falbygden - från stenålder till vikingatid - invigdes våren 1994.
- ... och tusen år till! - från medeltid till 1800-tal - invigdes våren 2000.

### Föremål
Exempel på några föremål som finns urställda:
- Ållebergskragen, en guldhalskrage från folkvandringstid. En kopia finns utställd tillsammans med ett bildspel.
- Gerumsmanteln, en yllemantel upphittad i Hjortmossen i Östra Gerums församling. Manteln är från år 400-200-talet f.Kr. Den utställda manteln är en reproduktion.
- Hallonflickan, ett mosslik av en mördad ung kvinna hittad i Rogestorpamossen söder om Falköping. Liket är daterat till ca 3100-talet f.Kr.
- Nordens äldsta hund från Almeö vid Hornborgasjön.
- Kranier från Slutarpsdösen.

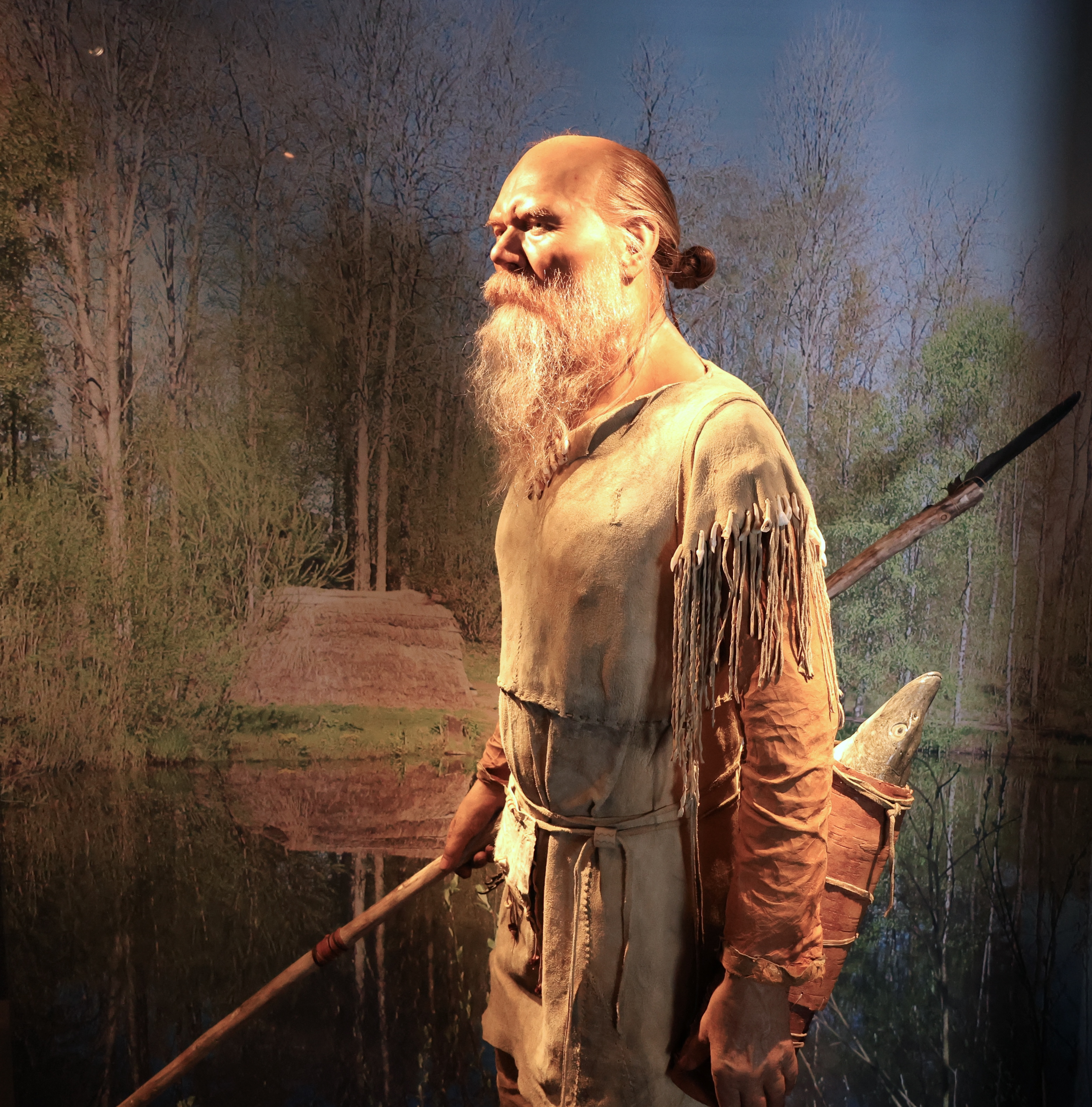
Rekonstruktion av Bredgårdsmannen.
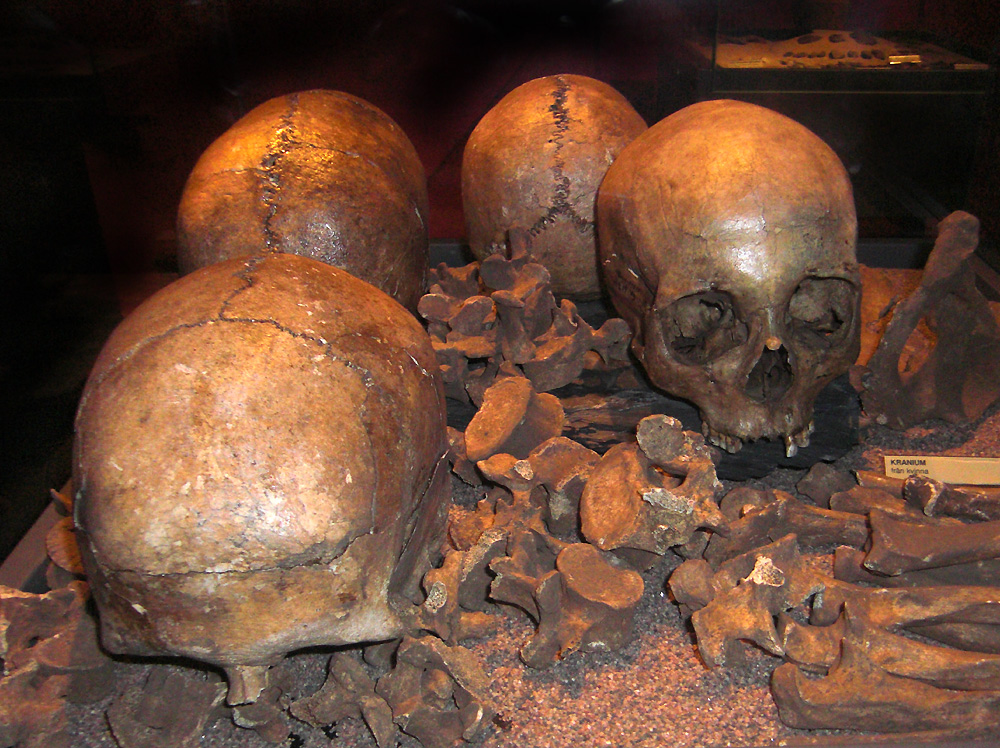
Kranier från Slutarpsdösen.
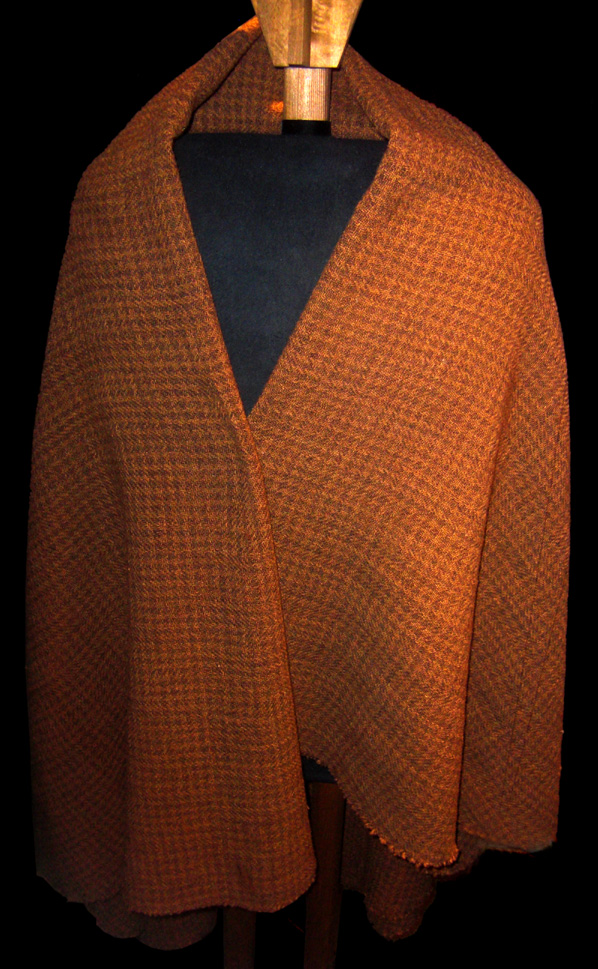
Kopia av Gerumsmanteln.

### Tillfälliga utställningar
Förutom basutställningarna så finns tillfälliga utställningar av lokalhistorisk och lokalarkeologisk karaktär.
Exempel på lokalhistoriska utställningar producerade av museet:
- Ströget - mella' stan och Ranten (sommarutställning 1998)
- Kinneved va' då? - ett exempel på hembygdsforskning (sommarutställning 2001)
- Torget - en stor plats i en liten stad (sommarutställning 2002)
- Gamla stan - aktuell på nytt (sommarutställning 2003)
- Parken vi minns - Folkets park i Falköping 75 år (vinterutställning 2005-2006)
- Ranten - stadsdelen som järnvägen skapade (vinterutställning 2007-2008)
- Mösseberg - platåberg, kurort, stadsdel (vinterutställning 2008-2009)
- Rekordåren 1952-1973 (vinterutställning 2009-2010)
- Falbygdens medeltida kyrkor (sommarutställning 2010)
- Med rötterna på Falbygden - Centerpartiet 100 år (vinterutställning 2010-2011)
- Färdas på Falbygden (vinterutställning 2011-2012)
- Skräck & skrock (vinterutställning 2012-2013)
- Storgatan (vinterutställning 2013-2014)

Exempel på lokalarkeologiska utställningar producerade av museet:
- Spår i sten - hällristningar i Skaraborg (vinterutställning 1996-1997)
- Med stockbåt på Falbygden (sommarutställning 1997)
- Jakten på den försvunna gånggriften (vinterutställning 2001-2002)
- Nordens pyramider - om gånggrifter och gånggriftsbyggare på Falbygden (sommarutställning 2008)
- Drakskatten från Finnestorp (sommarutställning 2009)
- Hallonflickan (sommarutställning 2011)
- Finnestorp mossen makten guldet (sommarutställning 2013)

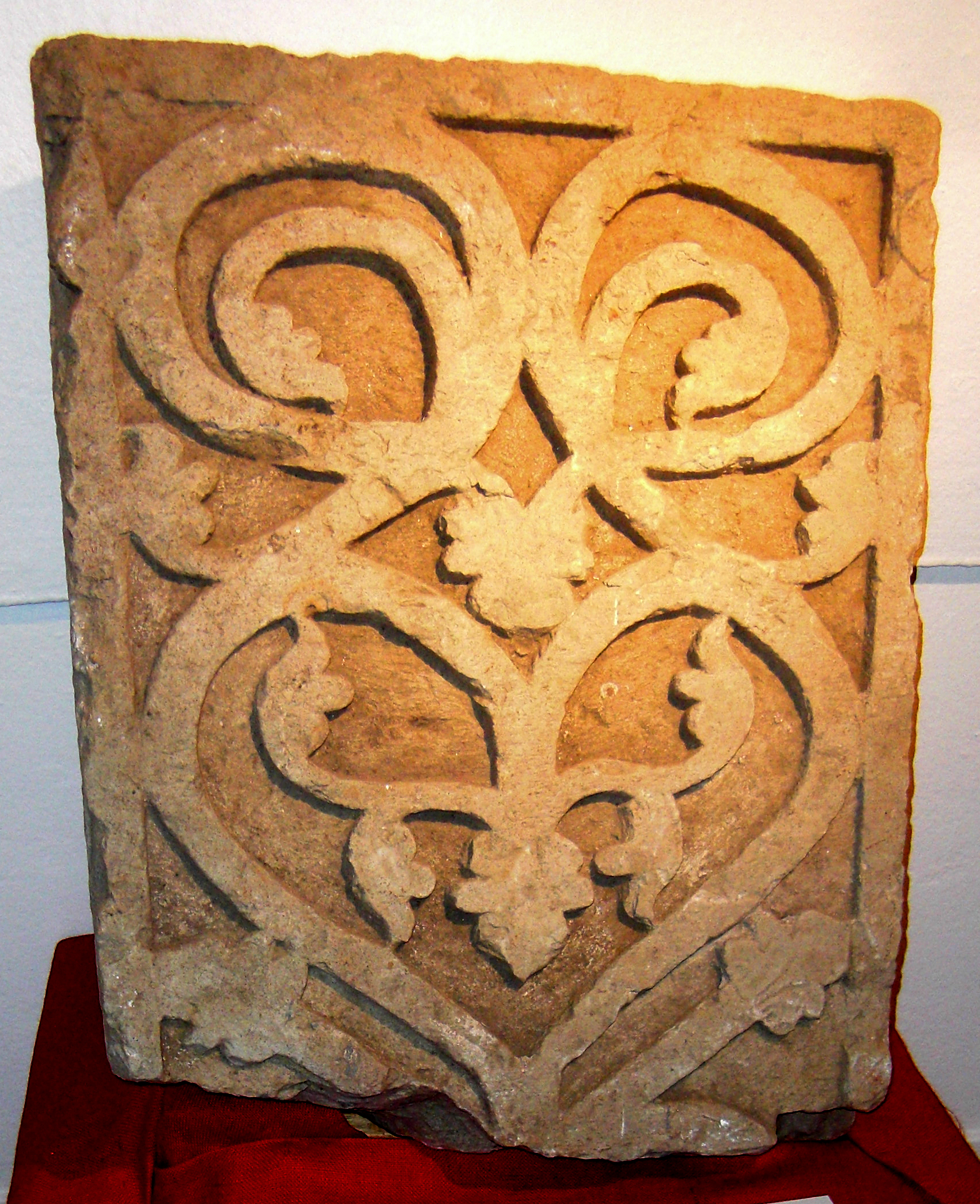
Liljesten från utställningen Falbygdens medeltida kyrkor sommaren 2010.
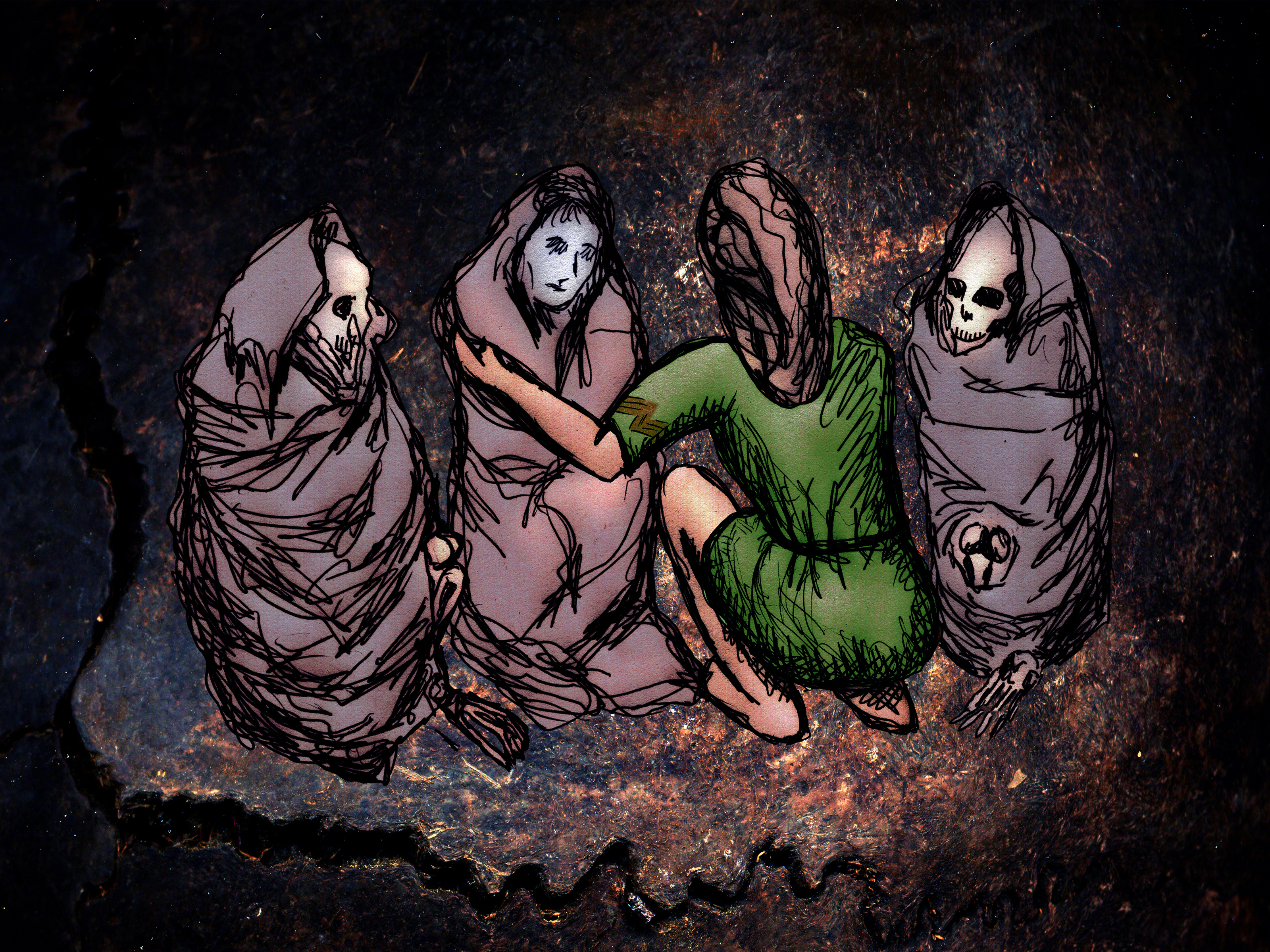
Utställningen Hallonflickan sommaren 2011.
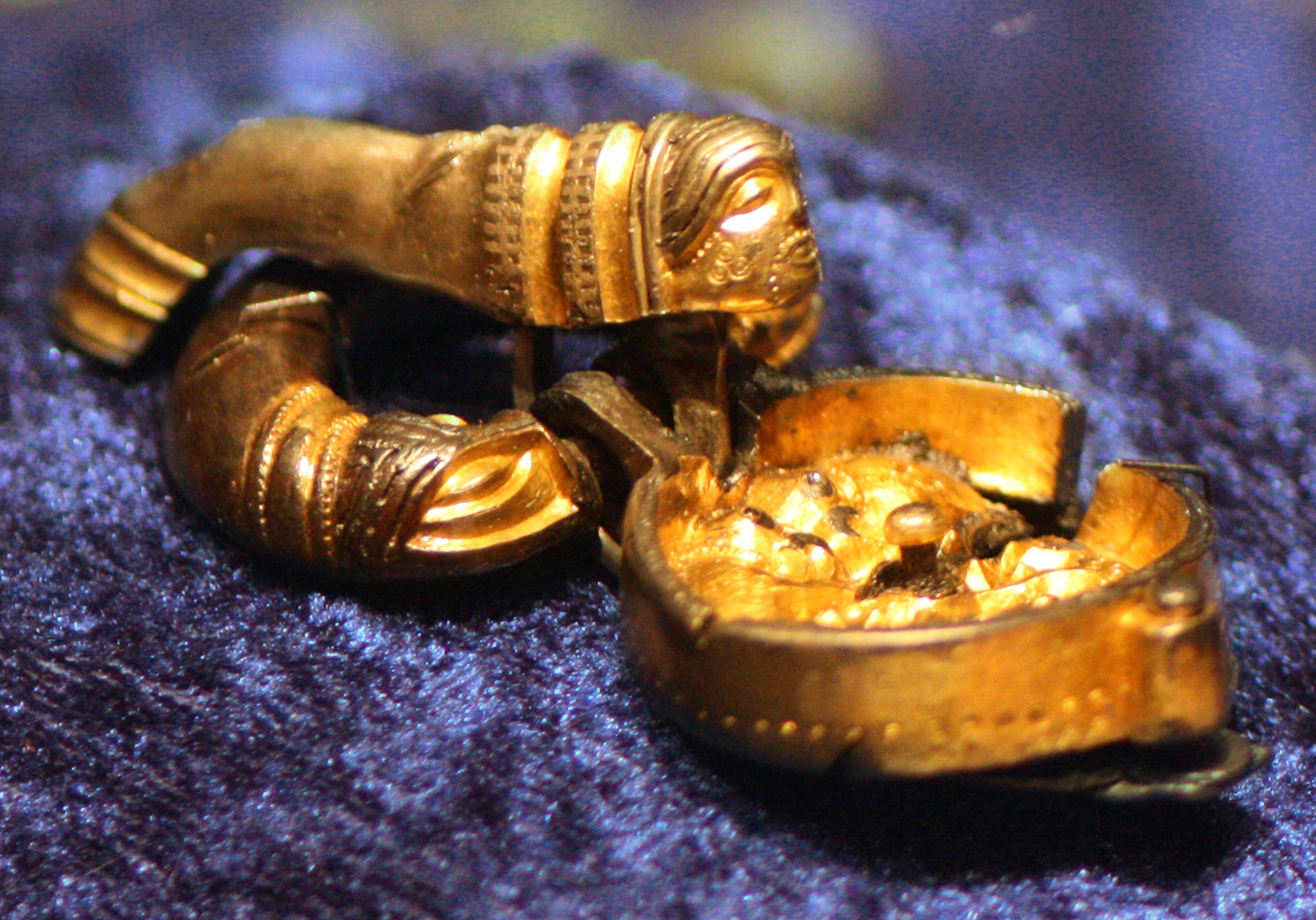
Odenspännet från Finnestorp visat på utställningen Finnestorp mossen makten guldet sommaren 2013.

## Samarbete
Falbygdens museum samarbetar med Ekehagens forntidsby, där besökarna får prova på att leva i olika tidsperioder.